# Priscula annulipes
Priscula annulipes is een spinnensoort uit de familie trilspinnen (Pholcidae). De soort komt voor in Colombia.